# كاكابان (جزيرة)
جزيرة كاكابان هي إحدى جزر ديراوان في مقاطعة كالمنتان الشرقية في أندونيسيا.
تبلغ مساحتها 774.2 هكتار (1913 فدانا)، ومكونة من منحدرات حادة جداً من الحجر الجيري المغطاة بغابات كثيفة حتى حافات المياه والشواطئ القليلة.
المياه المحيطة يصل عمقها حتى 180 متراً (590 قدماً) ويمكن أن تكون التيارات البحرية قوية مع موجات متقلبة.
تتميز الجزيرة ببحيرة ضخمة من المياه شديدة الملوحة في وسط الجزيرة.
تعني كاكابان في اللهجة المحلية «العناق أو الحضن» لكون الجزيرة تحتضن البحيرة من مياه البحر المحيطة بها.

## بحيرة قناديل البحر

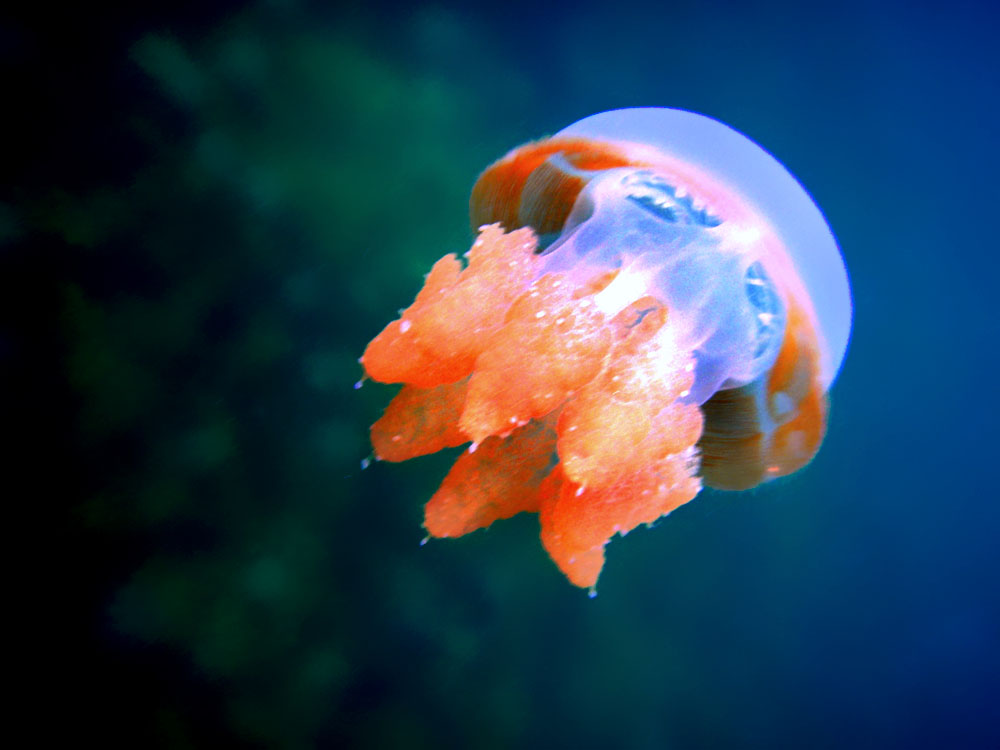
قنديل بحر في كاكابان

في وسط هذه الجزيرة هي بحيرة المنغروف المهدب، والتي ترتفه قليلا فوق مستوى سطح البحر، وفيها الآلاف من قناديل البحر غير اللاسعة الحية مما يجعلها مثيرة للاهتمام للغوص. قنديل البحر تتألف من أربعة أنواع مختلفة التي فقدت نظامها الدفاعي الطبيعي بسبب عدم وجود المفترسات في البحيرة. توجد بحيرات مماثلة موجودة في بالاو، كما أن بحيرة قنديل البحر في بالاو تمثل أفضل مثال.
البحيرة مالحة والمياه دافئة ويغطى الجزء السفلي بالطحالب الخضراء البحرية. وهناك حيوانات أخرى تعيش هنا، مثل خيار البحر وسمك القوبيون وشقائق النعمان والزقيات والقشريات والقواشط البحرية، والمحار الأرجواني والبرتقالي البطلينوس الأصفر على الفروع، والثعابين.
تبلغ أعمث نقطة في البحيرة على الأكثر 17 مترا (56 قدما) مع ضعف الرؤية وتبعد 10 دقائق سيرا على الأقدام عن الشاطئ. ويعتقد أن ارتفاع مياه البحر على جزيرة كاكابان خلال فترة الهولوسين ثم محاصرته وسط الجزيرة هو السبب في تشكيل البحيرة. الماء الآن خليط من المياه المالحة والمياه الأمطار العذبة.

## نقطة براكودة
هو جدار عال شديد الانحدار، حيث يجلب التيار الأسماك البحرية الكبيرة مثل سمك القرش المدبب الأبيض، وأسماك القرش النمر وسمك سليمان والتونة والبراكودة والسمك المفاجئة. ويمكن أن يتم الغوص بمساعدة الخطافات حتى 24 مترا (79 قدما).

## كهف الضوء الأزرق
الكهف يبدأ في صدع في طوله مترين (6 أقدام و 7 بوصات) عميقة وينحدر من خلال منفذ ضيق. طول المنفذ حوالي 21 مترا (69 قدما) ثم يفتح إلى كهف كبير الذي يمتد لنحو 120 مترا (390 قدم). المخرج هو شرخ عمودي طويل في الجدار بطول 44 مترا (144 قدم). اسم الكهف يأتي من الضوء الأزرق القادم من البحر الذي يعتبر من الكهف.